# カール・ニールセン国際音楽コンクール
カール・ニールセン国際音楽コンクール（英: Carl Nielsen International Music Competitions）は、デンマークのオーゼンセで開催される若手音楽家のための音楽コンクールである。
デンマークの作曲家カール・ニールセンの名を冠し、1980年にヴァイオリン・コンクールとして第1回が開催された。2009年にはオルガン・コンクールが加わって、ヴァイオリン・コンクール、フルート・コンクール、クラリネット・コンクール、オルガン・コンクールの4種類となった（それぞれ、ニールセン作曲のヴァイオリン協奏曲、フルート協奏曲、クラリネット協奏曲、オルガン曲「コンモツィオ」を演奏）。その後、オルガン・コンクールが王立デンマーク音楽アカデミーによって主催される別のコンクールとして独立のものとなった。
1981年、国際音楽コンクール世界連盟に加盟した。

## 開催年と入賞者
過去の優勝者などについては、公式ウェブサイトに掲載されている。

### 1980年（第1回ヴァイオリン・コンクール）
- 第1位　キャサリン・ウィンクラー(Kathleen Winkler) （アメリカ）
- 第2位　ペール・エノクソン(Per Enoksson)（スウェーデン語版） （スウェーデン）
- 第3位　村田穂積（日本）
- 第4位  アドリアーナ・ロシン(Adriana Rosin)（ルーマニア）
- 第5位　グラジナ・スコウロン(Grazyna Skowron) （ポーランド）
- 第6位　マリウス・ニチテアヌ(Marius Nichiteanu)（ドイツ語版） （ルーマニア）

### 1984年（第2回ヴァイオリン・コンクール）
- 第1位　矢口統（） （日本）
- 第2位　レヌタ・チュレイ=アタナシウ(Lenuta Ciulei-Atanasiu)（wikidata） （ルーマニア）
- 第3位　ヨハンネス・ソー・ハンセン(Johannes Søe Hansen)（デンマーク語版） （デンマーク）
- 第4位　ヤロスワフ・ジョウニエルチク(Jaroslaw Zolnierczyk)（ポーランド語版） （ポーランド）
- 第5位　ヤコブ・フリース(Jacob Friis) （デンマーク）
- 第6位　Anne Yuuko Akahoshi （ドイツ）
- カロル・ストリヤ賞　レヌタ・チュレイ=アタナシウ(Lenuta Ciulei-Atanasiu)、ヨハンネス・ソー・ハンセン(Johannes Søe Hansen)

### 1988年（第3回ヴァイオリン・コンクール）
- 第1位　アレクセイ・コチヴァネッツ(Alexei Kochvanets) （ソ連）
- 第2位　ハイケ・ヤニッケ(Heike Janicke)（ドイツ）
- 第3位　服部譲二（日本）
- 第4位　ニコル・モナハン(Nicole Monahan) （アメリカ）
- 第5位　シグルーン・エドヴァルズドッティル(Sigrun Edvaldsdottir)（スウェーデン語版） （アイスランド）
- 第6位　ベアタ・バリキエヴィッチ(Beata Warykiewicz) （ポーランド）
- カロル・ストリヤ賞　ハイケ・ヤニッケ(Heike Janicke)

### 1992年（第4回ヴァイオリン・コンクール）
- 第1位　ニコライ・シェプス＝ズナイダー(Nikolaj Szeps-Znaider)（英語版）（デンマーク）
- 第2位　ジェニファー・コー(Jennifer Koh)（英語版） （アメリカ）
- 第3位　ペッカ・クーシスト （フィンランド）
- 第4位　イリヤ・セクレル(Ilja Sekler)（英語版） （ロシア）
- 第5位　なし
- 第6位　ウラディスラフ・アデルチャノフ(Vladislav Adelchanov)（英語版） （ロシア）
- カロル・ストリヤ賞　ニコライ・シェプス＝ズナイダー(Nikolaj Znaider)
- ヘンリク・シェリング記念賞　ペッカ・クーシスト(Pekka Kuusisto)、Radoslaw Szulc （ポーランド）
- オーゼンセ交響楽団賞　ジェニファー・コー
- 聴衆賞　ジェニファー・コー

### 1996年（第5回ヴァイオリン・コンクール）
- 第1位　アデーレ・アンソニー(Adele Anthony)（英語版）（オーストラリア）
- 第2位　マリン・ブロマン(Malin Broman)（英語版） （スウェーデン）、ヤーッコ・クーシスト(Jaakko Kuusisto)（英語版） （フィンランド）
- 第3位　なし
- 第4位　なし
- 第5位　エスター・ノー(Esther Noh)（アメリカ）
- 第6位　タマーシュ・アンドラーシュ(Tamás András) （ハンガリー）
- カロル・ストリヤ賞　アデーレ・アンソニー(Adele Anthony)
- オーゼンセ交響楽団賞　アデーレ・アンソニー、タマーシュ・アンドラーシュ
- 聴衆賞　エスター・ノー

### 1997年（第1回クラリネット・コンクール）
- 第1位　スピローズ・モウリキス(Spyros Mourikis)（wikidata） （ギリシャ）
- 第2位　イゴール・ベゲルマン(Igor Begelman)（英語版） （アメリカ）
- 第3位　カルロ・ファイッリ(Carlo Failli) （イタリア）
- 第4位　アンネ・ピーライネン(Anne Piirainen) （フィンランド）
- デンマーク作品の最優秀演奏賞　イゴール・ベゲルマン
- オーゼンセ交響楽団賞　スピローズ・モウリキス
- 聴衆賞　スピローズ・モウリキス

### 1998年（第1回フルート・コンクール）
- 第1位　カール=ハインツ・シュッツ(Karl-Heinz Schütz)（英語版）（オーストリア）
- 第2位　瀬尾和紀（日本）
- 第3位　ヘンリク・ヴィーゼ(Henrik Wiese)（英語版） （ドイツ）
- 第4位　ナタリー・シュワーベ(Natalie Schwaabe) （ドイツ）
- デンマーク作品の最優秀演奏賞　ゲイリー・アーバスノット(Gary Arbuthnot)（wikidata）（イギリス）
- オーゼンセ交響楽団賞　ヘンリク・ヴィーゼ
- 聴衆賞　瀬尾和紀

### 1999年（ヴァイオリン・コンクール・イン・ニューヨーク）
- 第1位　レオール・マルティンスキ(Leor Maltinski) （イスラエル）
- 第2位　松山冴花（日本）
- 第3位　Mariko Inaba （日本）
- デンマーク作品の最優秀演奏賞　Mariko Inaba
- オーゼンセ交響楽団賞　松山冴花

### 2000年（第6回ヴァイオリン・コンクール）
- 第1位　田野倉雅秋（日本）
- 第2位　ドミトリ・トカチェンコ(Dmytro Tkachenko) （ウクライナ）
- 第3位　ミッケル・フットルップ(Mikkel Futtrup)（デンマーク語版） （デンマーク）
- 第4位　マリウシュ・パティラ(Mariusz Patyra)（英語版） （ポーランド）
- デンマーク作品の最優秀演奏賞　オーレ・ヤコブ・フレデリクセン(Ole Jakob Frederiksen) （デンマーク）
- オーゼンセ交響楽団賞　マリウシュ・パティラ

### 2001年（第2回クラリネット・コンクール）
- 第1位　アレクサンダー・フィッターシュタイン(Alexander Fiterstein) （アメリカ）
- 第2位　ニコラ・バルディルー(Nicolas Baldeyrou)（フランス語版）（フランス）
- 第3位　イェンス・トーベン(Jens Thoben)（英語版） （ドイツ）
- 第4位　セバスティアン・バトゥ(Sebastien Batut) （フランス）
- デンマーク作品の最優秀演奏賞　アレクサンダー・フィッターシュタイン
- オーゼンセ交響楽団賞　アレクサンダー・フィッターシュタイン
- 子供の審査員賞　ロバート・ピックアップ(Robert Pickup) （南アフリカ）

### 2002年（第2回フルート・コンクール）
- 第1位　ピルミン・グレール(Pirmin Grehl)（wikidata） （ドイツ）
- 第2位　デニス・ブリアコフ (Denis Bouriakov)（ロシア）
- 第3位　フルジナ・ヴァルガ(Fruzsina Varga) （ハンガリー）
- 第4位　サラ・ルーマー(Sarah Rumer) （オーストリア／スイス）
- デンマーク作品の最優秀演奏賞　デニス・ブリアコフ
- オーゼンセ交響楽団賞　デニス・ブリアコフ
- 子供の審査員賞　シャーロット・ノールホルト(Charlotte Norholt) （デンマーク）

### 2004年（第7回ヴァイオリン・コンクール）
- 第1位　クン・ヒュクジョ(Hyuk-Joo KWUN) （韓国）
- 第2位　エリン・キーフ(Erin Keefe) （アメリカ）
- 第3位　ホン・ウィヨン(Ui-Youn HONG) （韓国）
- 第4位　ジュディ・カン(Judy Kang)（英語版） （韓国）
- デンマーク作品の最優秀演奏賞　クン・ヒュクジョ（韓国）
- オーゼンセ交響楽団賞　エリン・キーフ（アメリカ）
- 聴衆賞　クン・ヒュクジョ（韓国）

### 2005年（第3回クラリネット・コンクール）
- 第1位　オリヴィエ・パテイ(Olivier Patey)（wikidata） （フランス）
- 第2位　オリヴィエ・ヴィヴァレス(Olivier Vivarès) （フランス）
- 第3位　ビョルン・ニューマン(Björn Nyman)（ノルウェー）
- 第4位　ヴァンサン・プノ(Vincent Penot) （フランス）
- デンマーク作品の最優秀演奏賞　オリヴィエ・ヴィヴァレス （フランス）
- オーゼンセ交響楽団　オリヴィエ・ヴィヴァレス （フランス）
- 子供の審査員賞　田中香織（日本）

### 2006年（第3回フルート・コンクール）
- 第1位　アレクサンドラ・グロット(Alexandra Grot)（wikidata） （ロシア）
- 第2位　ウーカシュ・ドウゴシュ(Lukasz Dlugosz)（ポーランド語版） （ポーランド）
- 第3位　マリオン ラランクール(Marion Ralincourt) （フランス）、グリゴリー・モルダショフ(Grigory Mordashov) （ロシア）
- デンマーク作品の最優秀演奏賞　アレクサンドラ・グロット（ロシア）
- オーゼンセ交響楽団賞アレクサンドラ・グロット （ロシア）
- 子供の審査員賞　アレクサンドラ・グロット（ロシア）

### 2008年（ヴァイオリン・コンクール）
- 第1位　ラチャ・アヴァネシアン(Hrachya Avanesyan) （アルメニア）
- 第2位　林悠介（wikidata） （日本）
- 第3位　ヨゼフ・シュパチェック（英語版） （チェコ）
- 第4位　エウジェン・ティチンデレアヌ（wikidata） （ルーマニア）
- デンマーク作品の最優秀演奏賞　ルネ・トンスゴー・ソレンセン（デンマーク語版）（デンマーク）
- オーゼンセ交響楽団賞　林悠介（日本）
- 子供の審査員賞　ヨゼフ・シュパチェック（チェコ）

### 2009年（クラリネット・コンクール）
- 第1位　オッリ・レッパニエミ(Olli Leppäniemi) （フィンランド）
- 第2位　クリステル・ポシェ(Christelle Pochet) （フランス）
- 第3位　ダニエル・オッテンザマー（英語版） （オーストリア）
- 第4位　Balazs Rumy（ハンガリー）
- デンマーク作品の最優秀演奏賞　オッリ・レッパニエミ（フィンランド）
- オーゼンセ交響楽団賞　オッリ・レッパニエミ（フィンランド）
- 子供の審査員賞　クリステル・ポシェ（フランス）

### 2010年（フルート・コンクール）
- 第1位　アドリアナ・フェレイラ（ポルトガル語版） （ポルトガル）
- 第2位　ゾーヤ・ヴィヤゾフスカ(Zoya Vyazovskaya) （ロシア）
- 第3位　マリア・セシリア・ムニョス（ドイツ語版） （アルゼンチン）
- 第4位　メルコルカ・オラフスドッティア（wikidata）（アイスランド）
- デンマーク作品の最優秀演奏賞　ゾーヤ・ヴィヤゾフスカ（ロシア）
- オーゼンセ交響楽団賞　アドリアナ・フェレイラ（ポルトガル）
- 子供の審査員賞　アドリアナ・フェレイラ（ポルトガル）

### 2011年（オルガン・コンクール）
- 第1位　フィリップ・シュミット＝マドセン(Philip Schmidt-Madsen) （デンマーク）
- 第2位　[ティモシー・ウェイクレル(Timothy Wakerell) （イギリス）
- 第3位　サイモン・メンゲス(Simon Menges) （ドイツ）
- 第4位　該当なし
- コンモツィオ賞　フィリップ・シュミット＝マドセン（デンマーク）
- ポウル・ルーザス賞　ティモシー・ウェイクレル（イギリス）

### 2012年（ヴァイオリン・コンクール）
- 第1位　オルガ・ヴォルコヴァ(Olga Volkova) （ロシア）
- 第2位　ニクラス・ヴァレンティン(Niklas Walentin Jensen)（デンマーク語版） （デンマーク）
- 第3位　Eva Thorarinsdottir（wikidata） （アイスランド）
- 第4位　ホン・イヨン(Ui-Youn Hong) （韓国）
- カール・ニールセン賞　ニクラス・ヴァレンティン（デンマーク）
- オーゼンセ交響楽団賞　オルガ・ヴォルコヴァ（ロシア）
- 子供の審査員賞　Eva Thorarinsdottir（アイスランド）
- イブ・ネアホルム（英語版）賞　ニクラス・ヴァレンティン（デンマーク）

### 2013年（クラリネット・コンクール）
- 第1位　セルゲイ・エレツキー(Sergey Eletskiy) （ロシア）
- 第2位　マティアス・クラー(Mathias Kjøller) （デンマーク）
- 第3位　チョ・インヒョク(Inn-Hyuck Cho) （韓国）
- 第4位　ピエール・ジェニソン（フランス語版）（フランス）

### 2014年（フルート・コンクール）
- 第1位　セバスチャン・ジャコー（英語版） （ポルトガル）
- 第2位　太田幸江 （日本）
- 第3位　パク・イェラム(Yaeram Park) （韓国）

### 2016年（ヴァイオリン・コンクール）
- 第1位 - 同順位2人による共同受賞[5]
  - イ・ジユン(Ji Yoon Lee) （韓国）
  - リヤ・ペトロヴァ（ブルガリア）
- 第3位　ルーク・スー(Luke Hsu) （アメリカ）
- 第4位 - 同順位3人による共同受賞[5]
  - ジウォン・ソン(Ji Won Song) （韓国）
  - 城戸かれん（wikidata） （日本）
  - パク・スヒョン(Soo-Hyun Park) （韓国）

### 2019年（ヴァイオリン・コンクール）
- 第1位　ユーハン・ダーレネ(Johan Dalene)（スウェーデン語版） （スウェーデン）
- 第2位　Marie-Astrid Hulot （フランス）
- 第3位　アンナ・アガフィア・エグホルム(Anna Agafia Egholm)（デンマーク語版） （デンマーク）

### 2019年（フルート・コンクール）
- 第1位　ジョゼフィーヌ・オレシュ(Joséphine Olech) （フランス）
- 第2位　マリアンナ・ユリア・ジョウナッチェ(Marianna Julia Żołnacz) （ポーランド）
- 第3位　ラファエル・アドバス・バヨグ(Rafael Adobas Bayog) （スペイン）

### 2019年（クラリネット・コンクール）
- 第1位　ブラーツ・スパロヴェツ(Blaz Sparovec)（wikidata） （スロベニア）
- 第2位　Aron Chiesa （イタリア）
- 第3位　ビクトル・ディアス・ゲラ(Víctor Díaz Guerra) （スペイン）

### 2022年（ヴァイオリン・コンクール）
- 第1位 - 同順位2人による共同受賞[6]
  - ハンス・クリスチャン・アーヴィク(Hans Christian Aavik)（エストニア語版） （エストニア）
  - ボーダン・ルッツ(Bohdan Luts) （ウクライナ）
- 第3位　キム・ウンチェ(Eun Che Kim) （韓国）

### 2022年（フルート・コンクール）
- 第1位　アルベルト・ナヴァーラ(Alberto Navarra) （イタリア）
- 第2位　キム・ソヨン(Seohyeon Kim) （韓国）
- 第3位　アルベルト・アクーナ・アルメラ(Alberto Acuna Almela) （スペイン）

### 2022年（クラリネット・コンクール）
- 第1位　オレグ・シェバタ゠ドラガン(Oleg Shebeta-Dragan) （ウクライナ）
- 第2位　アン・ルパージュ(Ann Lepage) （フランス）
- 第3位　パナギオティス・ジアナカス(Panagiotis Giannakas) （ギリシャ）